# Alex Haw
Alex Haw (* im Vereinigten Königreich) ist ein ehemaliger britischer Schauspieler.

## Leben
Haw wurde im Jahr 1998 international bekannt durch die Rolle des Cobb in Following, dem Erstlingswerk von Christopher Nolan. Dem folgten keine weiteren Rollen. Er schloss die Bartlett School of Architecture in London ab. Während seines Studiums spielte er für die University College London Drama Society. Nach seiner Rolle in Following machte er seinen Master in Architektur und arbeitet heute in einem Architekturbüro in New York City.